# Titanprimtal
Titanprimtal er en term opfundet af Samuel Yates i 1980'erne og det beskriver et primtal på mindst 1.000 cifre. Man kendte kun relativt få af denne type primtal da udtrykket blev opfundet, men med moderne computere er primtal af denne størrelse blevet trivielle.
De første 30 titanprimtal er af formen:
{\displaystyle p=10^{999}+n,}
for n 7, 663, 2121, 2593, 3561, 4717, 5863, 9459, 11239, 14397, 17289, 18919, 19411, 21667, 25561, 26739, 27759, 28047, 28437, 28989, 35031, 41037, 41409, 41451, 43047, 43269, 43383, 50407, 51043, 52507.
Bortset fra det tidlige n = 7, er disse værdier ikke langt fra den forventede fordeling i henhold til primtalssætningen.
De første titanprimtal, der blev opdaget, var Mersenne-primtallet 24253−1 (med 1281 cifre), og 24423−1 (med 1332 cifre). De blev begge fundet den 3. november 1961 af Alexander Hurwitz. Det er et spørgsmål om definition, hvilket af disse tal, der blev opdaget først, da primtalstesten 24253−1 blev beregnet først, men Hurwitz så resultatet fra computerens beregning af 24423−1 først.
Samuel Yates kaldte de personer, som har fundet et titanprimtal for "titaner".